# Кањон
Кањон је речна долина чија дубина премашује половину распона (распон је растојање између врхова страна). То су веома дубоки делови речних долина, који могу бити усечени и више стотина метара а чије је долинско дно сведено на ширину речног тока. Нагиб страна кањона у целини достиже 60° а има кањона и са потпуно вертикалним странама. Кањони се јављају у областима које су изложене младим тектонским покретима издизања. За њихово усецање потребно је постојање дебелих стеновитих маса, снажног речног тока и великих падова на уздужном речном профилу. Углавном су формирани у планинским областима, пресецају платое или планинске пределе. Најкарактеристичнији су за кречњачке и базалтне терене. Највећи и најпознатији кањон на свету је Велики кањон Колорада, у САД који је усечен у пешчарима. Дубок је до 2000 m a пружа се на дужини од 446 km. У свом најужем делу широк је 120 m. Други највећи кањон на свету је Кањон Усак у Турској са дужином од 45 km и највећом ширином од 500 m.
У нашем региону али и у Европи, најдубљи је Кањон реке Таре на деоници код Обзира у Црној Гори. Ту његова дубина износи 1300 m. Дубоке кањоне у региону усецају и Морача (кањон Платије, дубок до 900 m), река Пива (кањон испод Пивске планине, дубок 1100 m), Дрина (испод Звијезде, дубок 1000 m) итд. Познати кањони у Србији су кањони Градца, Ђетиње, Ресаве итд.

## Формирање
Већина кањона је настала процесом дуготрајне ерозије са нивоа висоравни или платоа. Литице се формирају јер тврђи слојеви стена отпорни на ерозију и временске услове остају изложени на зидовима долине.
Кањони су много чешћи у аридним подручјима него у влажним подручјима, јер физичко временске прилике имају више локализовани ефекат у аридним зонама. Ветар и вода из реке се комбинују да еродирају и одсеку мање отпорне материјале као што су шкриљци. Смрзавање и ширење воде такође помажу у формирању кањона. Вода продире у пукотине између стена и смрзава се, разбацујући стене и на крају узрокујући да се велики комади одломе од зидова кањона, у процесу познатом као клин од мраза. Зидови кањона су често формирани од отпорних пешчара или гранита.
Понекад велике реке теку кроз кањоне као резултат постепеног геолошког издизања. Оне се зову уровљене реке, јер не могу лако да промене свој ток. У Сједињеним Државама, река Колорадо на југозападу и река Снејк на северозападу су два примера тектонског издизања.
Кањони се често формирају у областима кречњачких стена. Како је кречњак растворљив у одређеној мери, у стени се формирају пећински системи. Када се пећински систем уруши, остаје кањон, као на брдима Мендип у Сомерсету и Јоркшир Дејлсу у Јоркширу у Енглеској.

### Кутијасти кањон
Кутијасти кањон је мали кањон који је углавном краћи и ужи од кањона реке, са стрмим зидовима са три стране, омогућавајући приступ и излазак само кроз ушће кањона. Кутијасти кањони су се често користили у западним Сједињеним Државама као погодни корали, са ограђеним улазима.

## Највећи кањони
Дефиниција „највећег кањона“ је непрецизна, јер кањон може бити велик по својој дубини, дужини или укупној површини кањонског система. Такође, неприступачност главних кањона на Хималајима доприноси да се они не сматрају кандидатима за највећи кањон. Дефиниција „најдубљег кањона“ је на сличан начин непрецизна, посебно ако укључује планинске кањоне, као и кањоне пресечене кроз релативно равне висоравни (које имају донекле добро дефинисану коту обода).
Велики кањон Јарлунг Цангпо (или Кањон Цангпо), дуж реке Јарлунг Цангпо у Тибету, неки сматрају најдубљим кањоном на свету са 5.500 m (18.000 ft). Нешто је дужи од Великог кањона у Сједињеним Државама. Други сматрају да је клисура Кали Гандаки на средњем западу Непала најдубљи кањон, са 6.400 m (21.000 ft) разлике између нивоа реке и врхова који је окружују.
Претендирајући за најдубљи кањон у Америци су кањон Котахуаси и кањон Колка, у јужном Перуу. Оба су измерена на дубини од преко 3.500 m (11.500 ft).
Велики кањон у северној Аризони у Сједињеним Државама, са просечном дубином од 1.600 m (5.200 ft) и запремином од 4,17 трилиона кубних метара (147 квадрилиона кубних стопа), је један од највећих светских кањона. Он је био је међу 28 финалиста светске анкете New7Wonders of Nature. (Неки су га називали једним од седам светских чуда природе.)
Највећи кањон у Африци је Кањон реке Фиш у Намибији.
У августу 2013. објављено је откриће Великог кањона Гренланда, на основу анализе података из операције Ледени мост. Налази се испод леденог покривача. Са дужином од 750 km (470 mi), верује се да је то најдужи кањон на свету.
Долина Каперти у Аустралији се обично наводи као други најшири кањон на свету.

## Кањони на другим планетарним телима
- Итака Часма на Сатурновом месецу Тетису[14]
- Валес Маринерис на Марсу, највећи познати кањон у Сунчевом систему[15][16][17]
- Вид Флумина на највећем Сатурновом месецу Титан је једини познати кањон са течним подом у Сунчевом систему поред Земље[18]
- Месина Часмата на Урановом месецу Титанији

Венера има много кратера и кањона на својој површини. Корита на планети су део система кањона дужине више од 6.400 km.

## Знаменити кањони Балкана
- Кањон Брњичке реке (СР)
- Кањон Бруснице (СР)
- Владикине плоче (СР)
- Кањон реке Врбас (РС)
- Кањон Вучјанке (СР)
- Кањон Гвозднице (БиХ)
- Кањон Градца (СР)
- Кањон Дабашнице (ХР)
- Кањон Дервенте (СР)
- Кањон Дрине (СР, РС)
- Ђетиња (СР)
- Кањон Звијезде (СР)
- Кањон Зрмање (ХР)
- Кањон Јерме (СР)
- Казанђол (СР)
- Кањон Коране (ХР)
- Кањон реке Крке (ХР)
- Кањон Крупе (ХР)
- Лазарев кањон (СР)
- Кањон Љубовиђе (СР)
- Кањон Матића потока (СР)
- Кањон Матка (МК)
- Кањон Мораче (ЦГ)
- Кањон Невељског потока (СР)
- Кањон Невидио (ЦГ)
- Кањон Неретве (БиХ, ХР)
- Кањон Осум (АЛ)
- Кањон Пиве (ЦГ)
- Кањон Ракитнице (БиХ)
- Кањон Раче (СР)
- Кањон Ресаве (СР)
- Кањон Росомаче (СР)
- Кањон Таре (ЦГ, СР, БиХ)
- Триградско ждрело (БГ)
- Кањон реке Увац (СР)
- Кањон Цврцке (РС)
- Кањон Чиколе (Кањон Кључица, ХР)

## Галерија
- Кањон Гвозднице
- Кањон реке Врбас
- Кањон Росомаче
- Кањон реке Ђетиње
- Кањон Мораче
- Кањон Дрине
- Кањон Усак у Турској